# رسپوبلیکا (جنبش مدنی)
رسپوبلیکا (به معنی جمهوری) یک سازمان شهروندی در قزاقستان است که در ۱۹ ژوئن ۲۰۱۹ پس از انتخابات ریاست جمهوری قزاقستان تأسیس شد و توسط بلا اورینبتوا وبلاگ نویس قزاق رهبری می‌شود. این گروه در جریان اعتراضات ۲۰۱۸–۲۰۲۰ که هدف آن تغییر نظام سیاسی در قزاقستان معروف شد.

## عقاید
در یک کنفرانس مطبوعاتی در روز ۱۹ ژوئن ۲۰۱۹، نمایندگان رسپوبلیکا خواستار بازبینی انتخابات ریاست جمهوری، آزادی معترضان انتخابات از زندان، و بازگرداندن نام شهر نورسلطان به آستانه شدند، چنان‌که پیش از مارس ۲۰۱۹ بود. شروط کنشگران رسپوبلیکا در مورد ورود احتمالی‌شان به شورای تازه‌تأسیس ملی اعتماد عمومی، که درنتیجهٔ اعتراضات بعد از انتخابات توسط دولت تشکیل شده بود، اولویت اجرای بی‌قید و شرط قانون اساسی و لغو کلیه قوانین و مقراراتی بود که حقوق اساسی و آزادی‌های مدنی را محدود می‌کنند.

## اقدامات
در ژوئیه ۲۰۱۹، زمانی که شورای ملی اعتماد عمومی قزاقستان توسط مقامات کشور به عنوان مصالحه در رابطه با اعتراضات انتخابات ریاست جمهوری ایجاد شد، هیچ کرسی‌ای در این شورای ۴۴ نفره به رسپوبلیکا پیشنهاد نشد. اورینبتوا اظهار داشت که رسپابلیکا «شرایط گفتگوی» خود را به مقامات اعلام کرده‌است.
رسپوبلیکا در ۱۶ سپتامبر ۲۰۱۹ قصد خود را برای تشکیل یک حزب سیاسی با جذب ۴۰۰۰۰ نفر در سراسر مناطق اعلام کرد.
در ۹ نوامبر ۲۰۱۹، ۲۴ کنشگر رسپوبلیکا پس از کسب مجوز از مقامات، در پارکی در آستانه علیه سیستم حکومتی ریاست جمهوری تظاهرات کردند.
در اوایل سال ۲۰۲۰، اورینبتوا اظهار داشت که کمبود بودجه مشکل اصلی تبدیل سازمان به یک حزب سیاسی است. رسپوبلیکا امکان تشکیل ائتلاف سیاسی با حزب دیگر اپوزیسیون حزب سراسری سوسیال دموکرات (JSDP) را بررسی کرد، گرچه از آنجایی که رسپوبلیکا اطمینان کافی برای داشتن نماینده در مجالس ملی و محلی توسط JSDP نداشت، این سازمان از رقابت در انتخابات خودداری کرد. در عوض در انتخابات مجلس ۲۰۲۱ و در کنار دو سازمان دیگر بر روند انتخابات نظارت کرد.